# Marcos 16

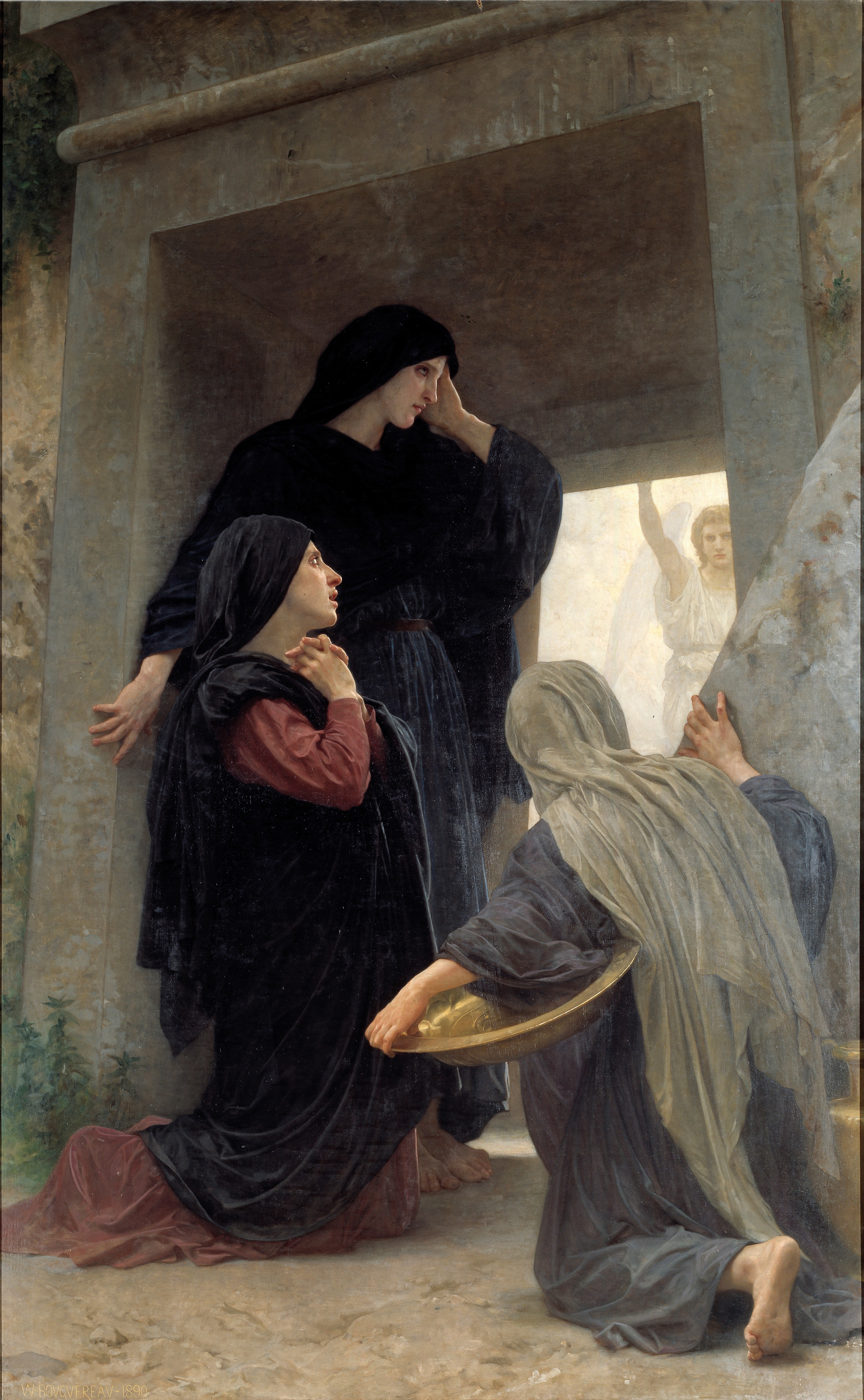
Mulheres no túmulo vazio, um dos eventos de Marcos 16.
1890. Por William-Adolphe Bouguereau, atualmente coleção particular

Marcos 16 é o décimo-sexto e último capítulo do Evangelho de Marcos no Novo Testamento da Bíblia. Ele começa com a descoberta do túmulo vazio de Jesus por Maria Madalena, Maria e Salomé, onde estava um homem vestido de branco que anuncia-lhes a ressurreição de Jesus.
O versículo 8 termina com as mulheres fugindo do local e afirmando que «[elas] não disseram nada a ninguém, porque estavam possuídas de medo» (Marcos 16:8). Muitos estudiosos afirmam que este é o final original do capítulo e que o trecho seguinte (Marcos 16:9–20) foi escrito e acrescentado depois com o objetivo de sumarizar as aparições de Jesus e os milagres realizados pelos cristãos depois da ressurreição. Neste trecho, o autor faz referência à aparição a Maria Madalena, a dois discípulos e finalmente aos onze apóstolos (os doze apóstolos menos Judas). O texto conclui com a Grande Comissão, declarando que os crentes que haviam sido batizados serão salvos e os infiéis, condenados, a ascensão de Jesus ao céu para sentar-se à direita de Deus. A maior parte dos acadêmicos, concordando com a análise do crítico textual Bruce Metzger, acredita que de fato o trecho não era parte do texto original de Marcos.
Outros críticos identificaram dois finais distintos: o "Final Longo" (que abrange os versículos 9 a 20) e o "Final Curto", que aparece em seis manuscritos gregos e em dezenas de cópias etíopes. Com algumas variações, este final mais curto é o seguinte:
| “ | Mas elas relataram brevemente a Pedro e aos que estavam com ele tudo o que ouviram. Depois disso, o próprio Jesus enviou, através deles, de leste a oeste, a sagrada e imortal proclamação da salvação eterna. | ” |

Em um manuscrito latino de c. 430 conhecido como Codex Bobbiensis ("k"), o "Final Curto" aparece sem o "Final Longo" e todo o texto de Marcos 16 é anômalo: há uma interpolação entre 16:3 e 16:4 que parece relatar que ascensão de Jesus teria ocorrido naquele ponto da narrativa, a parte final de 16:8 está ausente e há alguns estranhos erros na forma como aparece o "Final Curto". Outras irregularidades no Codex Bobbiensis levaram à conclusão que ele foi produzido por um copista (provavelmente do Egito) que não conhecia o material que estava copiando.
Por conta de evidências da era patrística (século II em diante) sobre a existência de cópias de Marcos com o "Final Longo", a posição majoritária entre os estudiosos é que ele deve ter sido escrito e acrescentado ao final de Marcos antes do século II. Mas eles se dividem sobre a questão de se o "Final Longo" foi criado deliberadamente para servir de final para o Evangelho de Marcos (como defende James Kelhoffer) ou se ele já existia como um texto distinto que foi utilizado para "remendar" o final abrupto deixado por Marcos. A falta de uma transição suave entre a narrativa da cena em 16:8 e a seguinte é uma evidência a favor desta última posição. Há discordância entre os estudiosos se Marcos de fato parou de escrever em 16:8 — e, se o fez, se foi de propósito ou não — ou se ele continuou escrevendo um final que hoje se perdeu. Alusões a um encontro futuro na Galileia entre Jesus e seus discípulos (em Marcos 14:28 e Marcos 16:7) fazem crer que ele tencionava escrever mais.
O Concílio de Trento, reagindo às críticas protestantes, definiu o Cânone de Trento, que é o cânon bíblico da Igreja Católica. "Decretum de Canonicis Scripturis", emitido em 1546 durante a quarta sessão do concílio, afirma que Jesus ordenou que o evangelho fosse pregado por seus apóstolos a todos os homens — uma frase claramente baseada em Marcos 16:15. O decreto afirmou ainda, depois de listar os livros da Bíblia, que "se alguém não receber como sagrado e canônico os ditos livros inteiros com todas as suas partes, como se costumava lê-los na Igreja Católica, como eles aparecem na antiga edição latina Vulgata e deliberadamente e de caso pensado condenarem as tradições já mencionadas, que seja anátema". Como Marcos 16:9-20 é parte do Evangelho de Marcos na Vulgata e a passagem tem sido rotineiramente lida nas igrejas desde tempos imemoriais (como demonstra-se em Ambrósio, Agostinho, Pedro Crisólogo, Severo de Antioquia, Leão Magno e outros), o decreto do concílio reafirma o caráter canônico da passagem. Ela também era utilizada pelos protestantes durante a Reforma: Martinho Lutero utilizou Marcos 16 16: como base para uma doutrina em seu catecismo menor. O trecho também era parte do "Novo Testamento de Reims" e da Bíblia do Rei Jaime (King James Version) e outras influentes traduções. Em sua forma moderna, é baseada principalmente no texto alexandrino, mas aparece entre chaves, com nota de rodapé ou ambos

## Túmulo vazio
Marcos afirma que o sabá já havia acabado quando Maria Madalena, Maria, mãe de Tiago e Salomé (todas mencionadas em Marcos 15:40 também) foram até o túmulo para ungir o corpo de Jesus, um relato similar ao de Lucas 24 (Lucas 24:1). João 19 (João 19:40) parece indicar que Nicodemos já havia ungido o corpo. João 20 (João 20:1) e Mateus 28 (Mateus 28:1) relatam que apenas Maria foi até lá, sem mencionar o motivo.

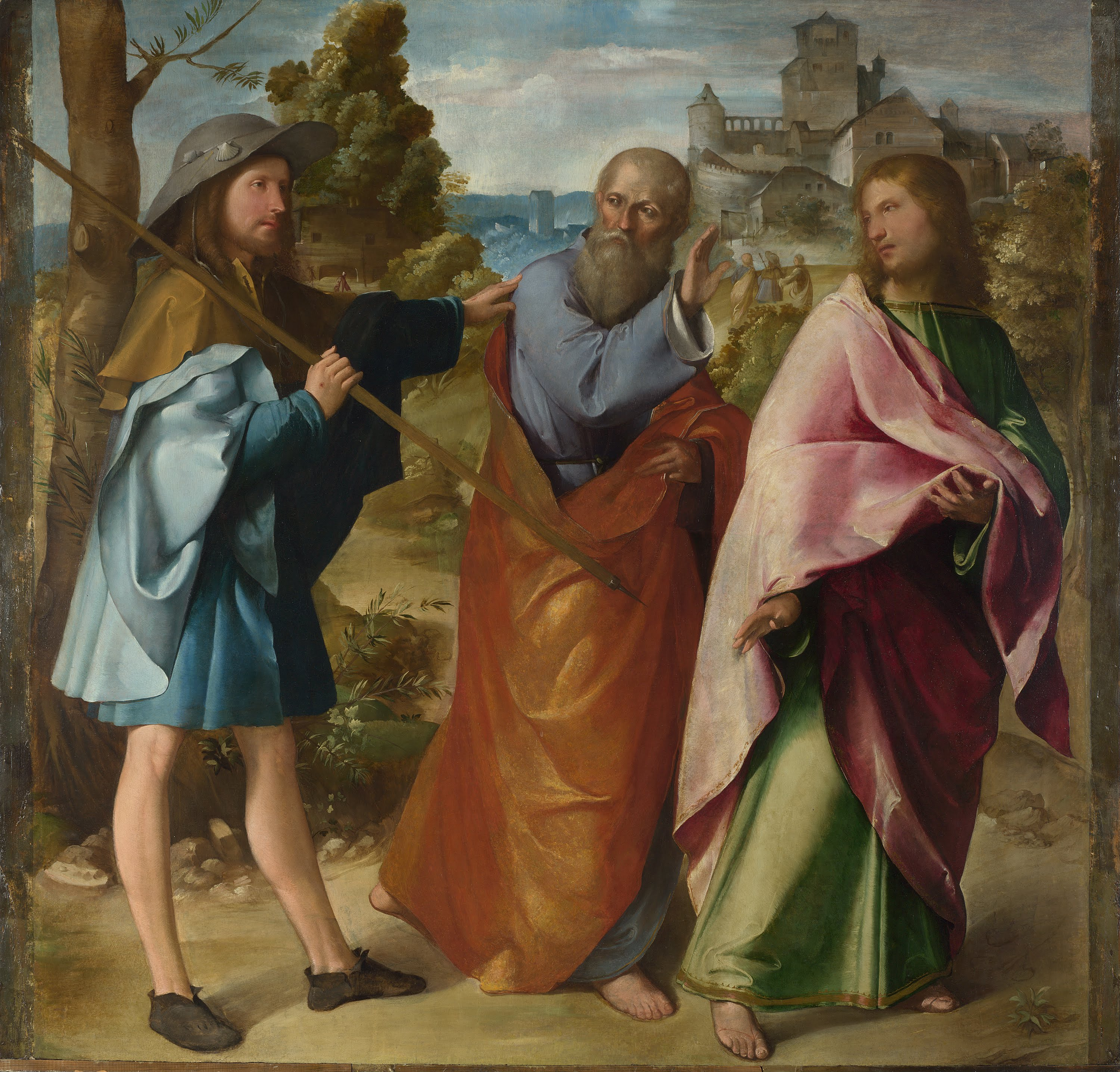
Jesus aparece aos dois discípulos, uma das aparições de Jesus depois da ressurreição relatadas em Marcos 16.
século XVI. Por Altobello Melone, atualmente na National Gallery de Londres

No caminho, elas ponderam como farão para remover a pedra que fecha a entrada do túmulo, mas, ao chegar, percebem que ela já não estava mais lá e entram. Isto demonstra que, no relato de Marcos, elas esperavam encontrar Jesus morto e, ao invés disso, encontraram um jovem vestido de branco que lhes disse:
| “ | Não vos atemorizeis; buscais a Jesus o Nazareno; que foi crucificado; ele ressurgiu, não está aqui; vede o lugar onde o puseram. Mas ide dizer a seus discípulos e a Pedro que ele vai adiante de vós para a Galileia; lá o vereis, como ele vos disse. (Marcos 16:6–7) | ” |

A roupa branca pode ser um sinal de que o jovem era um mensageiro de Deus, mas Marcos nada mais diz sobre ele. Em Mateus 28:5, ele é descrito como um anjo. De acordo com Lucas, seriam dois homens. João concorda, mas, em seu relato, Maria os vê depois de encontrar o túmulo vazio e mostrá-lo para os discípulos. Ela volta ao túmulo, conversa com os anjos e Jesus aparece para ela.
Marcos usa o termo grego "neaniskos" para "jovem", o mesmo que ele já havia utilizado para descrever o homem que fugiu durante a prisão de Jesus em Marcos 14 (Marcos 14:51–52). Neste mesmo capítulo (Marcos 14:28), na narrativa da Última Ceia, Jesus afirmou que ressuscitaria e que retornaria à Galileia. Marcos utiliza a voz passiva do verbo "ēgerthē" — "ele foi ressuscitado" — indicando que Deus o ressuscitou dos mortos e não "ele ressuscitou" (como a maior parte das traduções da Bíblia para o português).
As mulheres, apavoradas, fogem e nada contam sobre o que viram, a reação mais comum à aparições divinas na Bíblia. É neste trecho que termina o trecho não disputado do Evangelho de Marcos: Jesus ressuscitou e irá ter com os apóstolos na Galileia.

## Importância do final no versículo 8
Alguns comentaristas bíblicos concluíram que o público alvo de Marcos já conheciam as tradições sobre as aparições de Jesus e que Marcos termina sua história neste ponto para sublinhar a ressurreição e deixar os leitores esperando pela parúsia (a "Segunda Vinda"). Outros defendem que este anúncio da ressurreição e a ida para Galileia é a parúsia (veja preterismo), mas Raymond E. Brown defende que uma "parúsia limitada à Galileia" seria improvável. O evangelista Marcos não descreve Jesus ressuscitado, talvez por não querer descrever a natureza do divino Jesus já ressurgido

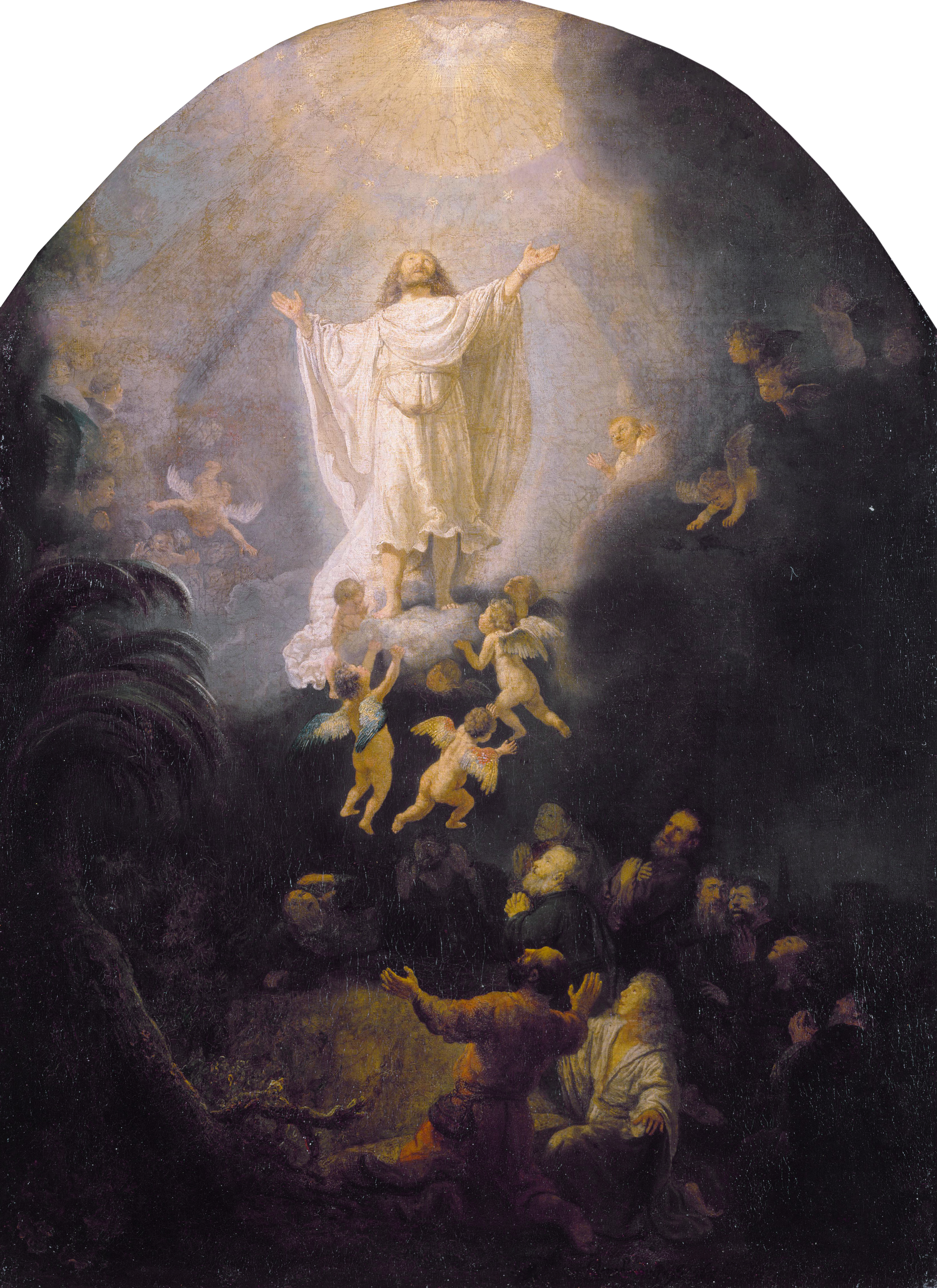
Ascensão de Cristo.
1636. Por Rembrandt, atualmente na Antiga Pinacoteca de Munique, na Alemanha

Brown argumenta ainda que este final é consistente com a teologia de Marcos, na qual até mesmo os milagres, como a ressurreição, não geram um entendimento correto ou a fé entre os seguidores. A fuga das mulheres é confrontada, na mente do leitor, com as aparições de Jesus e algumas frases que ajudam a confirmar as expectativas sobre a ressurreição, geradas em Marcos 8, 9, 10 e na profecia durante a Última Ceia de que ressuscitaria. Richard Burridge argumenta que, em linha com o que Marcos revela sobre o que era ser um discípulo, a questão sobre se tudo se acertaria no final é deixada em aberto: "A história de Marcos sobre Jesus se transforma na história de seus seguidores e a história deles, a do leitor. Se eles irão seguir ou desertar, acreditar ou se confundir, vê-lo na Galileia ou permanecer cegos encarando um túmulo vazio, depende de nós". Ele prossegue e compara o final de Marcos com o começo:
| “ | A narrativa de Marcos como a conhecemos termina tão abruptamente quanto começa. Não há introdução ou contexto sobre a chegada de Jesus e nada sobre sua partida. Ninguém sabe de onde ele veio; ninguém sabe para onde foi; e não foram muitos os que o compreenderam enquanto esteve aqui | ” |
|   | — Four Gospels, One Jesus? A Symbolic Reading, Richard A. Burridge. |   |

## Aparições e Ascensão
Marcos 16 continua então descrevendo a aparição de Jesus à Maria Madalena, descrita aqui como alguém que ele havia curado de uma possessão de sete demônios. Ela então conta aos demais discípulos o que viu, mas ninguém acredita nela.
Em seguida, Jesus aparece, «sob outra forma» (Marcos 16:12), a dois discípulos não nomeados. Ninguém acredita neles também quando eles contam o que viram. Em Lucas 24 (Lucas 24:13–35) há o relato de uma aparição similar a Cléopas e um outro discípulo não identificado no caminho para Emaús.
Finalmente, Jesus aparece num jantar para todos os onze apóstolos. Ele os admoesta por não acreditarem nos relatos anteriores sobre sua ressurreição e lhes dá instruções para que vão e preguem sua mensagem «a toda a criatura» (Marcos 16:15), um evento conhecido como Grande Comissão. Os que acreditam e forem batizados serão salvos. Os demais serão condenados.
Nos versículos 17 e 18, Jesus afirma que os crentes "falarão outras línguas", "pegarão em serpentes", serão imunes a venenos que beberem e poderão curar doentes e expulsar demônios. Alguns comentaristas, imaginando que o autor deste trecho estivesse colocando palavras na boca de Jesus, sugeriram que estes versos foram a forma encontrada entre os primeiros cristãos de afirmar que a nova fé vinha acompanhada de "poderes especiais". Ao mostrar exemplos de falta de fé injustificada nos versículos 10 a 13 e afirmando que os que não creem serão condenados, é possível que o autor estivesse tentando convencer o leitor a confiar no que os discípulos pregavam sobre Jesus.
A luta de Jesus contra a falta de fé e um retrato geralmente negativo dos discípulos é consistente com o relato do resto do Evangelho de Marcos.
De acordo com o versículo 19, Jesus então é levado ao céu e, segundo Marcos, está sentado à direita de Deus.
Depois da ascensão, seus onze seguem seu mandamento e pregam "em todo lugar", acompanhados sempre dos "sinais" de Deus. Onde foi isso, Marcos não conta, mas é possível presumir pelo versículo 7 que tenha sido na Galileia.

## Marcos 16:9–20 em manuscritos e evidências patrísticas
A mais antiga evidência inequívoca de Marcos 16:9-20 como parte do Evangelho de Marcos é o capítulo XLV da Primeira Apologia de Justino Mártir (c. 160). Numa passagem na qual Justino fala do Salmo 110 como uma profecia messiânica, ele afirma que Salmos 110:2 foi realizado quando os discípulos de Jesus, partindo de Jerusalém, pregaram "por toda parte". Sua escolha de palavras é muito similar à de Marcos 16:20 e consistente com o uso constante de uma harmonia sinótica utilizada por Justino, na qual Marcos 16:20 estava fundida com Lucas 24:53. O aluno de Justino, Tatiano (ca. 172), incorporou o Final Longo em seu Diatessarão, também uma harmonia, mas dos quatro evangelhos canônicos. Ireneu (ca. 184), em Contra Heresias 3:10.6, explicitamente cita Marcos 16:19, notando que citava uma passagem "perto do final do relato de Marcos". Estas evidências são mais de um século mais antiga que o mais antigo manuscrito de Marcos 16. Escritores do século III, como Hipólito e o autor anônimo de "De Rebaptismate" utilizaram também o "Final Longo".
Alguns estudiosos, seguindo Metzger, afirmam que Clemente de Alexandria e Orígenes "demonstraram não conhecer" estes versículos, um considerável exagero do que efetivamente Metzger disse. Mas Teodoro de Mopsuéstia parece de fato não ter tomado conhecimento do "Final Longo" e, considerando que ele morreu na primeira metade do século V, seu testemunho é relevante: "Todos os evangelistas narraram para nós Sua ressurreição dos mortos... Porém, o abençoado Lucas, que é também o autor de um evangelho, acrescenta que Ele ascendeu ao céu para que soubéssemos onde Ele está depois de Sua ressurreição", sem mencionar que Marcos também cita a ascensão.

### SinaiticuseVaticanus

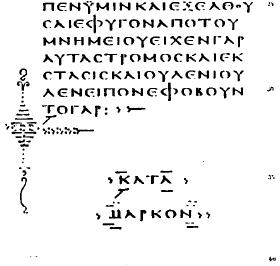
Final do Codex Vaticanus em Marcos 16:8 seguido da frase "kata Markon" ("segundo Marcos")

O "Final Longo" não está presente em dois importantes manuscritos do Novo Testamento, ambos do século IV, o Codex Sinaiticus e o Vaticanus Graecus, os mais antigos manuscritos completos de Marcos. O Papiro 45 é o mais antigo manuscrito incompleto, mas nada restou do capítulo 16. O Vaticanus tem uma coluna em branco depois de Marcos 16:8 e da frase "kata Markon" ("segundo Marcos"). Há outras colunas em branco no códex, na seção do Antigo Testamento, mas todas por conta de fatores inerentes à produção de um códice — uma mudança no formato da coluna, uma mudança de copista e a conclusão do Antigo Testamento — ao passo que a coluna em branco entre Marcos e o começo de Lucas foi colocada de propósito. Embora já se tenha sugerido que o Vaticanus possa ser apenas o reflexo de uma ordem ocidental dos evangelhos, com Marcos aparecendo no final (Mateus, João, Lucas e Marcos), os estudiosos que fizeram esta sugestão, como Daniel Wallace, não explicaram por que um copista acreditaria que o espaço em branco normal no final de um códice evangélico precisaria ser perpetuado numa nova cópia na qual os evangelhos estavam arranjados numa ordem diferente (a mais conhecida: Mateus, Marcos, Lucas e João).
O Sinaiticus também termina em Marcos 16:8 e traz a frase "euangelion kata Markon" ("o evangelho segundo Marcos") numa página que é parte de uma folha substituída (que contém quatro páginas) na qual o texto de Marcos 14:54 até Lucas 1:56 foi escrita pelo copista que estava fazendo o copidesque do manuscrito e não pelo copista que escreveu as páginas anteriores e posteriores. O trecho equivalente escrito pelo copista original foi removido e não sobreviveu. Nas páginas novas, a taxa de letras por coluna do novo copista varia de forma errática. A princípio, ele escreve normalmente, mas logo passa a utilizar letras compactas e segue assim até Marcos 15:19. Daí até Marcos 16:8, na coluna 10, aparecem letras esticadas. O texto de Lucas 1:1-56, começando no topo da coluna 11, foi escrito com uma letra bem compacta. Tudo isto indica que o copista que substituiu estas quatro páginas no Sinaiticus começou escrevendo o trecho de Lucas (no topo da coluna 11) e depois voltou para acrescentar o trecho de Marcos. Depois de omitir acidentalmente várias linhas entre Marcos 15:47 e Marcos 16:1, ele teve que "esticar" suas letras para evitar que sobrasse uma coluna em branco entre Marcos 16:8 e Lucas 1:1. Embora este copista, que era quem estava conferindo códex, tenha visto outras colunas em branco na obra, ele aparentemente considerou importante evitar que aparecesse uma entre Marcos e Lucas. Quando se considera isto e a o design exclusivo que segue Marcos 16:8 no Sinaiticus, fica claro que o copista que fez a substituição das páginas no códex sabia que os versos 9 a 20 existiam e queria evitar que eles fossem incluídos. É bastante provável que este mesmo copista tenha participado da produção do Codex Vaticanus.
De acordo com T. C. Skeat, tanto o Codex Sinaiticus quando o Vaticanus foram produzidos pelo mesmo scriptorium e representam uma mesma tradição textual, não servindo assim como testemunhas independentes de um texto-tipo mais antigo que termina em 16:8. Ele argumenta que ambos foram produzidos por ordem de Eusébio para dar conta da encomenda feita por Constantino I de cópias das escrituras para as igrejas de Constantinopla.
Porém, há pelo menos 3 036 diferenças entre os dois somente nos evangelhos e o texto do Sinaiticus segue o formato do chamado "texto-tipo ocidental" de João 1:1 até João 8:38 enquanto que o Vaticanus não.  Nenhum dos dois contém Marcos 15:38, que Eusébio aceitava e incluía em suas tabelas canônicas (seção 217, coluna 6), o que não seria de esperar em códices encomendados por ele. Além disso, os dois incluem uma leitura de Mateus 27:49 sobre a qual Eusébio parece desconhecer. Finalmente, há uma importante relação entre o Codex Vaticanus e o Papiro 75 (P75), indicando que os dois compartilham uma relação com um outro códice desconhecido que não tem ligação alguma com o Codex Sinaiticus. P75 é muito mais antigo que os dois, tendo sido copiado antes do nascimento de Eusébio. Portanto, os dois manuscritos não foram transcritos com base num mesmo exemplar e não tem ligação alguma com Eusébio. As evidências apresentadas por Skeat demonstram adequadamente que os dois foram feitos no mesmo lugar, provavelmente Cesareia Marítima, e que quase certamente tiveram algum copista em comum, mas as diferenças entre os dois podem ser melhor explicadas por outras teorias.

### Outros manuscritos
Outro manuscrito, o minúsculo 304, do século XII, omite o Final Longo.

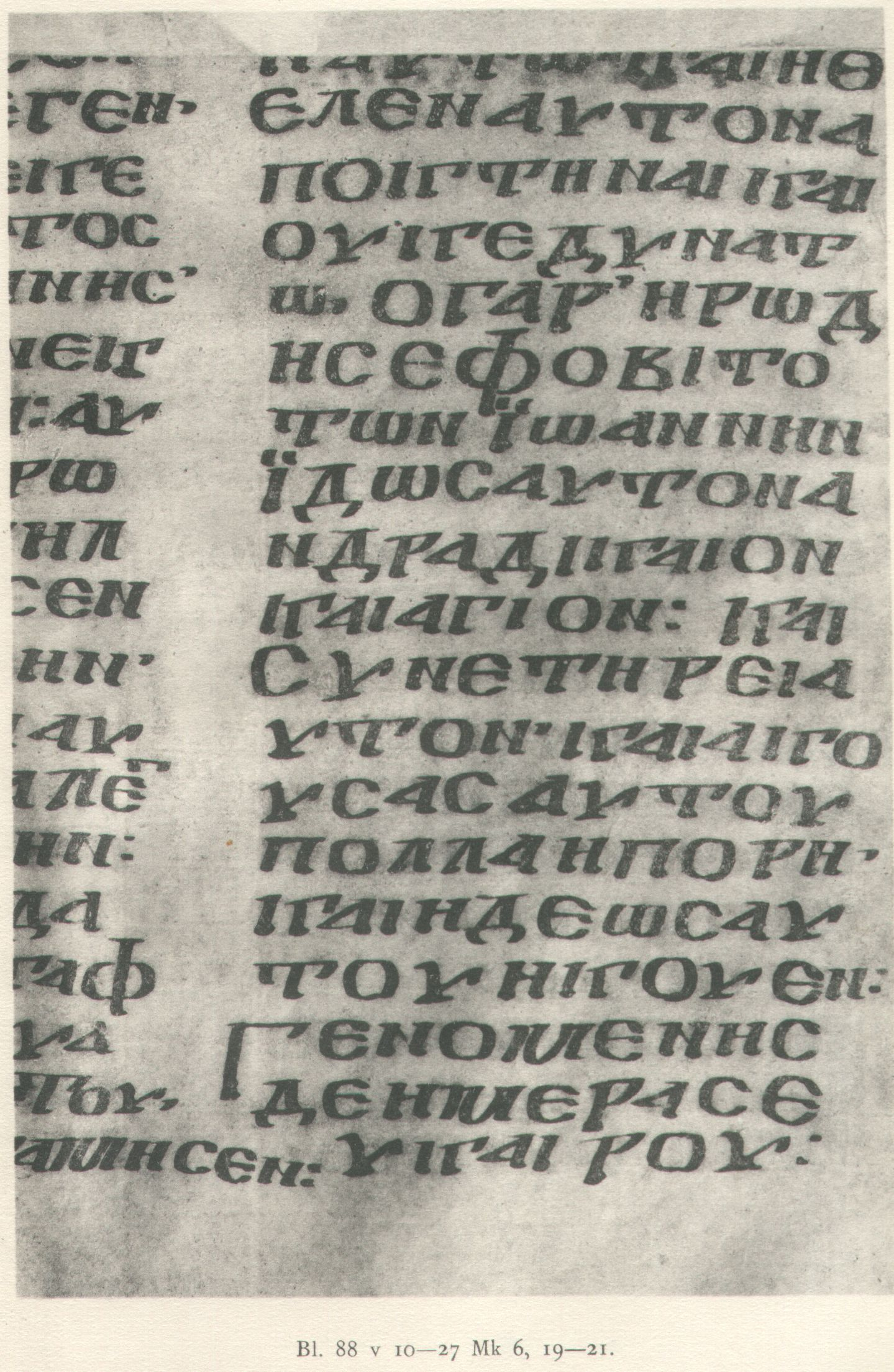
Final do Codex Koridethi mostrando o "Final Longo" (Marcos 16:9-20)

Codex Washingtonianus (final do século IV ou início do V) inclui o "Final Longo", mas acrescenta uma interpolação entre os versículos 14 e 15 conhecida como "Logion de Freer": "E eles se desculparam dizendo 'Esta era de ilegalidade e descrença é de Satã, que não permite que a verdade e o poder de Deus prevaleça sobre as coisas impuras dos espíritos [ou não permite que o que está sob os espíritos impuros compreenda a verdade e o poder de Deus]. Portanto, revela tua justiça agora' — assim eles falaram com Cristo. E Cristo respondeu-lhes, 'O período de domínio de Satã acabou, mas outras coisas terríveis se aproximam. E para os que pecaram fui entregue para a morte, para que possam retornar para a verdade e não pecarem mais, para que possam herdar a glória espiritual e incorruptível da justiça que está no céu".
O grupo de manuscritos conhecidos como "Família 1" acrescentam uma nota ao "Final Longo", afirmando que algumas cópias não contém estes versículos. O Codex L acrescenta o "Final Curto" depois de 16:8, seguido depois do "Final Longo". A "Família K1" traz o texto de Marcos 16:9-10 sem os κεφαλαια ("capítulos") numerados na margem e sem os τιτλοι ("títulos") no alto (ou no pé).
Marcos 16:9-20 está preservado em sua forma tradicional em cerca de uma dúzia de unciais (o mais antigo é o Codex Alexandrinus) e em todos os minúsculos não danificados, apesar de, neste caso, o críticos textuais se mostrarem mais céticos em relação ao peso da evidência apresentada pelo todo dos minúsculos, pois eles foram todos produzidos na Idade Média e são muitos similares entre si.

### Sumários das evidências manuscritas
Um sumário incompleto dos manuscritos e versões que contém Marcos 16:9-20 pode ser encontrado nos aparatos da 27ª edição de Nestle-Aland e na quarta edição do "Novo Testamento Grego" da United Bible Societies (UBS).
- Omitem Marcos 16:9-20: Codex Sinaiticus, Vaticanus, 304, Sinaítico Siríaco, um manuscrito sahídico, manuscritos armênios; Eusébio, manuscritos seguindo Eusébio, manuscritos seguindo Jerônimo (que estava repetindo parte das afirmações de Eusébio, condensando-as conforme as traduzia livremente para o latim).
- Aparece, mas marcado com asteriscos ou outras notas críticas em manuscritos: f1, 22, 138, 205, 1110, 1210, 1221, 1582.
- Presente, mas sem o título e sem as marcas de capítulo: Minúsculo 461.
- Presente: A, C, D, W, Codex Koridethi, f13, 33, 565, 700, 892, 2427 (uma falsificação), 2674, textos bizantinos (mais de 1 200 manuscritos de Marcos); a Vulgata e parte da Vetus Latina, Curetoniano Siríaco, a Peshitta, manuscritos boháiricos; Ireneu, manuscritos segundo Eusébio, Marino, Atos de Pilatos, manuscritos segundo Jerônimo, Ambrósio, Afraates, Agostinho, cópias latinas de Agostinho, manuscritos gregos de Agostinho, Diatessarão, Eznik de Golb, Pelágio, Nestório, Patrício, Próspero da Aquitânia, Leão Magno, Filostórgio, Vida de Sansão de Dol, Marcos, o Eremita, Pedro Crisólogo.
- Somente o Final Curto: Codex Bobbiensis (latim), com uma interpolação única entre os versículos 16:3 e 16:4 e com a última sentença de 16:8 faltando.
- Presentes os Finais Curto e Longo: L (019), Ψ (044), 0112, 099, 274 (margem) 579 lecionário 1602, Margem síria de Harclean, manuscritos saídicos, manuscritos boáiricos (Huntington MS 17), manuscritos etíopes.
- Presente 16:9–20 com o "Logion de Freer": Codex Washingtonianus (século IV/V); manuscritos segundo Jerônimo.

## Versões
| Versão                                | Texto |
| ------------------------------------- | --- |
| Marcos 16:8 (texto não disputado)     | Saindo, fugiram do túmulo, porque o temor e espanto as tinham acometido; não disseram nada a ninguém, porque estavam possuídas de medo. |
| Final Longo, 16:9-14                  | Havendo ele ressuscitado de manhã cedo no primeiro dia da semana, apareceu primeiramente a Maria Madalena, da qual havia expelido sete demônios. Ela foi noticiá-lo aos que haviam andado com ele, os quais estavam em lamento e choro; estes, ouvindo dizer que Jesus estava vivo e que tinha sido visto por ela, não acreditaram. Depois disto manifestou-se sob outra forma a dois deles que iam a caminho para o campo. Eles foram anunciá-lo aos mais, mas nem a estes deram crédito. Por último manifestou-se aos onze, quando estavam à mesa, e censurou-lhes a incredulidade e dureza de coração, porque não deram crédito aos que o tinham visto depois de ressuscitado. |
| Logion de Freer (entre 16:14 e 16:15) | E eles se desculparam dizendo 'Esta era de ilegalidade e descrença é de Satã, que não permite que a verdade e o poder de Deus prevaleça sobre as coisas impuras dos espíritos [ou não permite que o que está sob os espíritos impuros compreenda a verdade e o poder de Deus]. Portanto, revela tua justiça agora' — assim eles falaram com Cristo. E Cristo respondeu-lhes, 'O período de domínio de Satã acabou, mas outras coisas terríveis se aproximam. E para os que pecaram fui entregue para a morte, para que possam retornar para a verdade e não pecarem mais, para que possam herdar a glória espiritual e incorruptível da justiça que está no céu.                  |
| Final Longo, 16:15-20                 | O que crer e for batizado, será salvo; mas o que não crer, será condenado. Estes sinais hão de acompanhar àqueles que crêem: em meu nome expelirão demônios; falarão outras línguas; pegarão em serpentes; e se beberem qualquer coisa mortífera, não lhes fará mal algum; porão as mãos sobre os enfermos, e os curarão. Assim, pois, o Senhor Jesus, depois de lhes ter falado, foi recebido no céu, e sentou-se à destra de Deus. Eles partiram e pregaram em toda a parte, cooperando com eles o Senhor, e confirmando a palavra pelos milagres que a acompanhavam. |
| Final Curto                           | Mas elas relataram brevemente a Pedro e aos que estavam com ele tudo o que ouviram. Depois disso, o próprio Jesus enviou, através deles, de leste a oeste, a sagrada e imortal proclamação da salvação eterna. Amém. |

## Hipóteses
As principais hipóteses já aventadas para explicar a variação textual incluem:
- Marcos teria intencionalmente terminado seu evangelho em 16:8, mas outra pessoa (muito depois, durante o processo de transmissão do texto até nossos dias) compôs o "Final Longo" como uma conclusão do que acreditava ser um final "abrupto" para o relato.

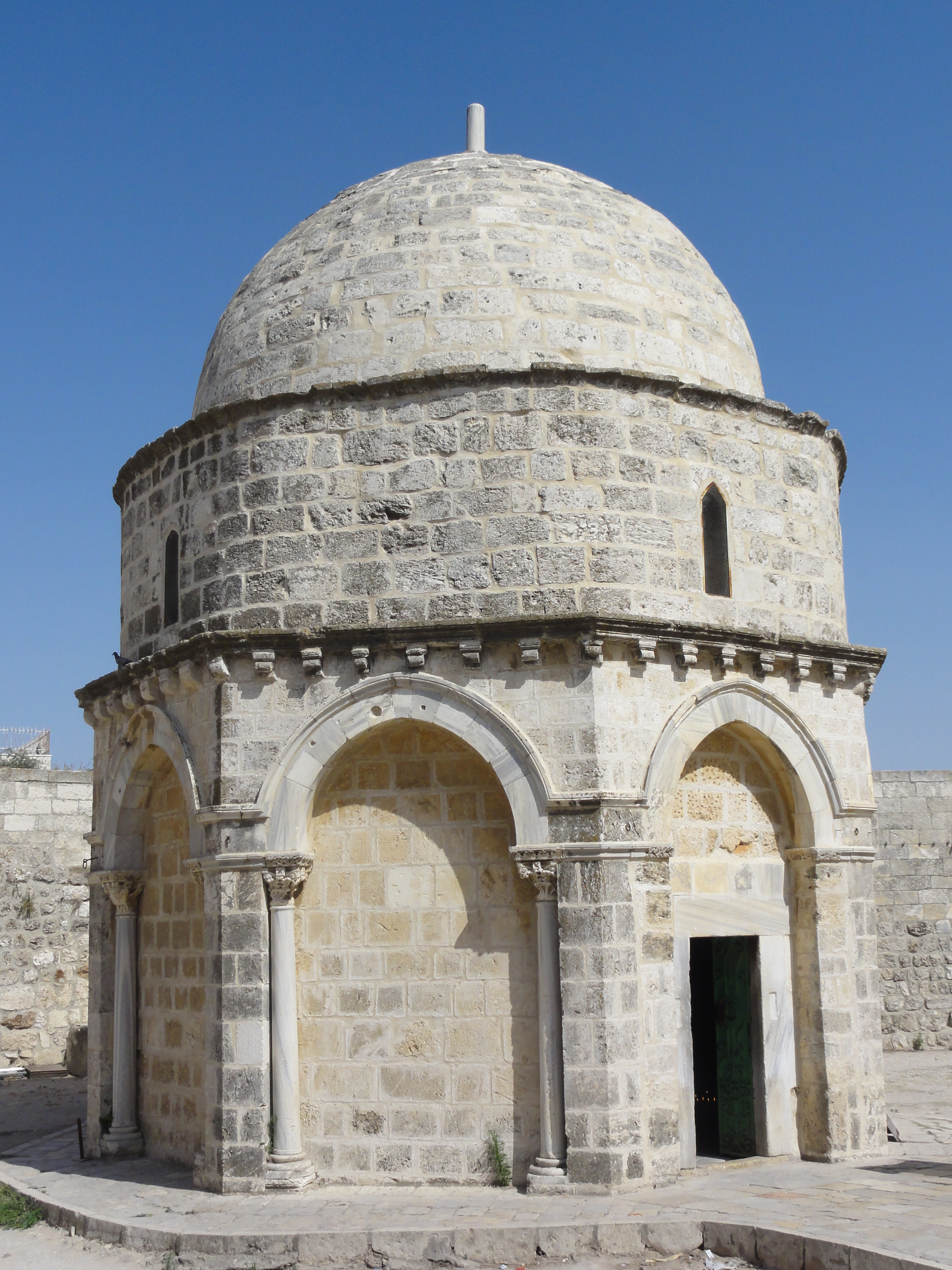
Capela da Ascensão no Monte das Oliveiras, no local onde tradicionalmente se acredita ter ocorrido a Ascensão de Jesus

- Marcos não pretendia terminar em 16:8, mas, por algum motivo, não conseguiu terminar seu trabalho (talvez por ter morrido ou por ser obrigado a fugir), o que obrigou outra pessoa a terminar o trabalho (ainda no processo de produção do texto, antes de ele passar a ser utilizado pela igreja) anexando material obtido de um texto do próprio Marcos sobre as aparições de Jesus depois da ressurreição.
- Marcos escreveu um final, mas se perdeu acidentalmente (talvez como parte de um rolo que não foi rebobinado ou a última página de códex que se destacou, acidentes comuns em manuscritos) e alguém, ainda no século II, compôs o "Final Longo" como um remendo baseando-se em passagens paralelas em outros evangelhos canônicos.
- Os versos 16:9-20 foram escritos por Marcos e foram omitidos (ou perdidos) do Codex Sinaiticus e do Codex Vaticanus por algum motivo, acidentalmente ou intencionalmente. Talvez por o copista acreditar que João 21 fosse uma sequência melhor para o relato de Marcos e achasse o "Final Longo" supérfluo.
- Marcos escreveu um final, mas ele foi suprimido e substituído pelos versículos 16:9-20, um pastiche de passagens paralelas de outros evangelhos canônicos.

James H. Charlesworth, repetindo as descrições de Metzger de algumas evidências externas, notou ainda que o manuscrito Sinaiticus Siríaco (século V) e o Codex Bobbiensis (ca. 430) são exemplos muito antigos que excluem o "Final Longo". Além disso, mais de 100 manuscritos armênios e os dois mais antigos manuscritos georgianos também não trazem o apêndice. A versão armênia foi datada por volta da primeira metade do século V e a georgiana se baseia nela. Um manuscrito armênio, Matenadaran 2374 (conhecido antes como Etchmiadsin 229), de 989, traz uma nota entre 16:8 e 16:9, "Ariston eritzou" ("por Aristão, o Velho/Padre"). Aristão ou Aristião é conhecido de antigas tradições, preservadas por Papias e outros, como um colega de Pedro e bispo de Esmirna no século I.

### Evidências internas
Questões críticas sobre a autenticidade do "Final Longo" geralmente se focam nas questões estilísticas e linguísticas. Neste caso, E.P. Gould identificou 19 das 163 palavras nesta passagem como muito características e sem outra ocorrência no Evangelho de Marcos. O dr. Bruce Terry argumenta que o caso contra Marcos 16:9-20 baseado exclusivamente no vocabulário é inconclusivo, pois outras seções de 12 versículos de Marcos contém números comparáveis de palavras muito características.
A sentença final no versículo 8 é também considerada "estranha" por alguns estudiosos. No texto grego, ela termina com a conjunção γαρ (gar - "para"). Os que defendem que o "Final Longo" é de autoria de Marcos argumentam que γαρ significa literalmente "por causa" e que este final para o versículo 8 é, portanto, incorreto gramaticalmente (literalmente, ele faria com que a sentença final fosse "estavam possuídas de medo por causa"). Porém, γαρ pode terminar uma sentença e isso acontece em muitas composições em grego, incluindo algumas da Septuaginta, a mais popular versão grega do Antigo Testamento utilizada pelos primeiros cristãos. Protágoras, um contemporâneo de Sócrates, terminou até mesmo um discurso com γαρ. Apesar de esta palavra jamais iniciar uma sentença, não há regra que impeça que ela termine uma, mesmo que não seja uma construção comum. Porém, se o Evangelho de Marcos intencionalmente termina com γαρ, seria literalmente a única narrativa antiga sobrevivente a fazê-lo.
Robert Gundry menciona que apenas 10% das sentenças "γαρ" de Marcos (6 de 66) concluem perícopes, o que ele usa para inferir que, ao invés de concluir o trecho 16:1-8, o versículo 8 seria na verdade o início de uma perícope cujo resto se perdeu. Gundry, portanto, não acredita que o versículo 8 seja o final pretendido por Marcos; uma narrativa sobre a ressurreição foi escrita e perdida ou planejada e jamais escrita.
Sobre o estilo, o quanto o "Final Longo" se "encaixa" suavemente no restante do Evangelho de Marcos e o conclui permanece como tema de debates. A virada do versículo 8 para o 9 também é abrupta e interrompida: a narrativa flui de "estavam possuídas de medo" para "havendo ele ressuscitado" e parece reintroduzir Maria Madalena. Além disso, Marcos regularmente identifica as passagens na qual as profecias de Jesus eram realizadas, mas não cita a que ele fez duas vezes (Marcos 14:28 e Marcos 16:7) sobre o reencontro com os discípulos na Galileia.

## Opiniões acadêmicas
Atualmente, a maioria dos estudiosos da Bíblia concordam que os versículos 9–20 não faziam parte do texto original de Marcos, e representavam uma adição muito antiga.
O crítico textual Bart D. Ehrman, conjecturando a respeito dos motivos que levaram os versículos a serem adicionados ao texto original, diz:
Jesus ressuscita dos mortos no Evangelho de Marcos. As mulheres vão ao túmulo, o túmulo está vazio e ali há um homem que lhes diz que Jesus ressuscitou dos mortos e que elas devem ir contar aos discípulos que isto acontecera. Mas então o Evangelho termina no Codex Sinaiticus e em outros manuscritos, afirmando que as mulheres abandonaram o túmulo e não disseram nada a ninguém porque estavam amedrontadas, ponto final. É aí que o Evangelho termina. Assim, ninguém descobre [sobre a Ressurreição], os discípulos não aprendem sobre ela, os discípulos jamais viram Jesus depois da ressurreição, esse é o fim da história. Mas os escribas posteriores não conseguiram lidar com esse final abrupto e acrescentaram os 12 versículos que as pessoas encontram na Bíblia do Rei Jaime e em outras bíblias nas quais Jesus aparece para seus discípulos.
Entre os estudiosos que rejeitam Marcos 16:9–20, um debate continua sobre se o final em 16:8 foi intencional ou acidental. Alguns consideram que o final original era o versículo 8 enquanto, outros argumentam que Marcos jamais teve a intenção de terminar tão abruptamente: ou ele planejou outro final que jamais foi escrito, ou o original se perdeu. C. H. Turner defende que a versão original do Evangelho pode ter sido um códice, uma espécie de encadernação que deixa as primeiras e últimas páginas particularmente sujeitas a dano. Seja como for, muitos estudiosos, incluindo Rudolf Bultmann, concluíram que o Evangelho de Marcos provavelmente termina com a aparição ressureta na Galileia e uma reconciliação de Jesus com os Onze, ainda que os versículos 9–20 não tenham sido escritos pelo autor original de Marcos.
O "Final Longo" compartilha o tema das aparições Jesus depois da ressurreição, e outros pontos, com outras passagens do Novo Testamento. Isto levou alguns estudiosos a acharem que o trecho foi baseado nos outros Evangelhos e nos Atos dos Apóstolos. Alguns elementos que Marcos 16:9–20 têm em comum com outras passagens das Escrituras estão listados aqui:
- v.9 sete demônios foram expulsos de Maria Madalena (Lucas 8:2);
- v.11 eles se recusam a acreditar (Lucas 24:10–11);
- v.12–13a duas retornam e contaram aos outros (Lucas 24:13–35);
- v.14 apareceu aos Onze (Lucas 24:36–43, João 20:19–29, I Coríntios 15:5);
- v.15 Grande Comissão Mateus 28:19, Atos 1:8);
- v.16 salvação e julgamento (Atos 2:38, Atos 16:31–33);
- v.17a expulsa demônios (Lucas 10:17, Atos 5:16, Atos 8:7, Atos 16:18, Atos 19:12);
- v.17b fala com novas línguas (Atos 2:4);
- v.18a manipula serpentes (Lucas 10:19, Atos 28:3–6);
- v.18c impõe a mão aos doentes (Marcos 5:23, Atos 6:6, Atos 9:17, Atos 28:8);
- v.19a acensão do Senhor Jesus Lucas 24:51, João 20:17, Atos 1:2, Atos 1:9–11);
- v.19b sentou-se à mão direita de Deus, (Atos 7:55, Romanos 8:34, Efésios 1:20, Colossenses 3:1);
- v.20 confirma a palavra pelos sinais que se seguiram (Atos 14:3).

A referência de Jesus a "beber veneno" (16:18) não corresponde a nenhuma outra fonte do Novo Testamento, mas este poder milagroso apareceu de fato na literatura cristã do século II em diante.

### Conclusões acadêmicas
A vasta maioria dos críticos textuais contemporâneos do Novo Testamento concluiu que nem os finais mais longos nem os curtos eram originalmente parte do Evangelho de Marcos. Essa conclusão se estende até meados do século XIX. Harnack, por exemplo, estava convencido de que o final original estava perdido. Em 1907, Rendel Harris forneceu a teoria de que Marcos 16:8 continuou com as palavras "dos judeus". Em meados do século XX, tornou-se a crença dominante de que o Final Longo não era genuíno. A essa altura, a maioria das traduções adicionava notas para indicar que nem o Final Longo nem o Final Curto eram originais. Alguns exemplos incluem o Novo Testamento de Mongomery, de Goodspeed (que inclui os dois finais como "Apêndices Antigos", 1935); de Williams; e a Revised Standard Version (1946), que colocou o Final Longo em uma nota de rodapé. A tradição interveio e, no início da década de 1970, as queixas em favor dos versos eram fortes o suficiente para provocar uma revisão da RSV. A maioria dos estudiosos modernos continua convencida de que nenhum dos dois finais são originais do Evangelho de Marcos.
Em seu Textual Commentary on the Greek New Testament Bruce M. Metzger afirma: "Assim, com base em boas evidências externas e fortes considerações internas, parece que a primeira forma determinável do Evangelho de Marcos terminou com 16:8. Três possibilidades estão abertas: (a) o evangelista pretendia fechar seu Evangelho neste lugar; ou (b) o Evangelho nunca foi terminado; ou, como parece mais provável, (c) o Evangelho perdeu acidentalmente sua última folha antes de ser multiplicado pela transcrição."
A impressão de 1984 da tradução da New International Version sublinha: "A maioria dos primeiros e mais fidedignos manuscritos, bem como outras testemunhas antigas não têm Marcos 16:9–20." No entanto, o Comitê de Tradução da Bíblia tem, desde então, mudado para: "Os primeiros manuscritos e algumas outras antigas testemunhas não têm Marcos 16:9–20".
Em 2014, Nicholas P. Lunn publicou o livro The Original Ending of Mark: A New Case for the Authenticity of Mark 16: 9-20, no qual ele argumenta a favor da autenticidade do fim do Evangelho de Marcos. O trabalho em si foi muito calorosamente recebido pela comunidade científica. Pieter J. Lalleman disse que este livro deveria se tornar uma leitura obrigatória, para qualquer um que lida com o Evangelho de Marcos, Maurice A. Robinson reconheceu que o livro encorajaria a comunidade científica a pesquisar mais sobre o fim deste Evangelho. Craig Evans, que influenciou o livro mudou sua visão do final do Evangelho de Marcos e disse que isso influenciaria a opinião sobre o fim mais longo de Marcos na comunidade científica:

Nicholas Lunn abalou completamente minhas opiniões sobre o fim do Evangelho de Marcos. Como no caso da maioria dos estudiosos do evangelho, durante toda a minha carreira defendi que Marcos 16:9–20, o chamado de "Final Longo", não era original. Mas em seu livro bem pesquisado e cuidadosamente argumentado, Lunn consegue mostrar quão frágil essa posição realmente é. A evidência da existência inicial desse final, se não por sua originalidade, é extensa e bastante crível. Não ficarei surpreso se Lunn inverter a opinião acadêmica sobre essa importante questão. Peço aos estudiosos que não descartem seus argumentos sem considerar cuidadosamente este excelente livro. O Fim Original de Marcos é leitura obrigatória para todos os que se preocupam com os evangelhos e tradições antigas relacionadas com a história da ressurreição. (em inglês)

### Implicações teológicas
Poucas doutrinas das principais denominações cristãs são suportadas "Final Longo" de Marcos.[carece de fontes?] Ele de fato identifica Maria Madalena como a mulher de quem Jesus expulsou sete demônios em Lucas 8:2, mas a importância de Maria Madalena e a prática do exorcismo são ambas apoiadas por outras passagens do Novo Testamento fora do trecho discutido.
Para o pentecostalismo e outras denominações religiosas, o final de Marcos 16 é de considerável importância:
- Marcos 16:16 é citado como evidência da necessidade do batismo dos crentes entre as igrejas do Movimento Restauração, apesar de Atos 2:38 e outras passagens também serem usadas como apoio para esta posição doutrinária.
- Marcos 16:17 é especificamente citado como uma suporte bíblico para alguns ensinamentos de denominações sobre o exorcismo e guerra espiritual, além da habilidade de falar em línguas.
- A prática de manipulação de cobras e de beber estricnina e outros venenos, encontrada em algumas seitas do pentecostalismo, encontram apoio bíblico em Marcos 16:18. Estas igrejas tipicamente justificam suas práticas como "confirmando a palavra com os sinais que se seguiram", uma referência a Marcos 16:20. Outras denominações acreditam que estes textos indicam o poder do Espírito Santo dado aos apóstolos, mas não acreditam que eles sejam recomendações para o rito de adoração.

O final longo foi declarado "canônico" pelo Concílio de Trento. Atualmente, porém, os católicos romanos não são obrigados a acreditar que Marcos escreveu este final. A New American Bible inclui a seguinte nota de rodapé: "[9-20] Esta passagem tem sido tradicionalmente aceita como parte canônica do evangelho e foi definida como tal pelo Concílio de Trento. Citações muito antigas dela pelos Padres indicam que ela foi composta no século II, embora vocabulário e estilo indiquem que foi escrita por outra pessoa que não Marcos. É um resumo geral do material sobre as aparições do Jesus ressuscitado, refletindo, em particular, às tradições encontradas em Lucas 24 e João 20."